# Grumbler en zonen
Grumbler en zonen is het 33ste deel uit de Belgische stripreeks De Blauwbloezen. Het album werd voor het eerst in 1992 door Uitgeverij Dupuis uitgegeven. Het album werd voorafgegaan door Te gek om los te lopen, en het vervolg heette De groene jaren. Het verhaal speelt zich af in de Amerikaanse staat Utah.

## Verhaallijn
De hoofdpersonen, sergeant Chesterfield en luitenant Blutch, worden naar Utah gestuurd om ervoor te zorgen dat de zogenoemde Wet Morrill, die op 8 juli 1862 van kracht werd, wordt nageleefd. In deze wet staat het uitdrukkelijke verbod op polygamie, en was voornamelijk gericht tegen de Mormoonse gemeenschap in Utah. Chesterfield en Blutch worden naar een van deze gemeenschappen gestuurd, in de buurt van Bloomington, om de Mormonen ervan te overtuigen hun gewoontes te veranderen. Echter, Blutch gelooft niet in de missie, en is meer te vinden bij de vijandige buren van de Mormonen, Grumbler en zijn zonen. Hij komt erachter dat deze zich zo vijandig opstellen uit jaloezie, aangezien hun eigen land dor en verpieterd is, in tegenstelling tot dat van de Mormonen. Dit is hen zelf aan te rekenen, aangezien de vier zonen een stel nietsnutten zijn:
- Roy is een ijdeltuit die het grootste deel van de tijd in een bordeel in Bloomington te vinden is.
- Andy slaapt de hele dag.
- Elliott is alcoholist.
- Van Waldo is niet duidelijk wat er mis met hem is, maar ook hij voert niets uit.
- Pa Grumbler is de meeste tijd kwijt met het achter de vodden zitten van zijn zonen.

Na een flinke tirade van Blutch realiseert Grumbler zich dat een groot deel van de problemen te wijten is aan het ontbreken van een goede opvoeding van zijn zonen, en hij maakt een succesvolle herstart.
In de tussentijd doen zich enkele vreemde ontwikkelingen voor in de Mormoonse gemeenschap. In plaats van dat Chesterfield de Mormonen weet te overtuigen lijkt het omgekeerde te gebeuren: hij raakt onder de indruk van hun levensstijl, en hij sluit zich uiteindelijk bij hen aan. Blutch is bang dat hij als deserteur wordt gefusilleerd, en probeert hem te overtuigen van zijn ongelijk. In eerste instantie lijkt dit niet te lukken, maar op een slinkse wijze, waarbij hij inspeelt op Chesterfields gevoelens voor Mathilde Appeltown, weet Blutch hem toch over te halen weer in het leger terug te keren.